# Wouter Weylandt
Wouter Weylandt (27 Tháng 9, 1984 - 09 tháng 5 năm 2011) là một tay đua xe đạp chuyên nghiệp người Bỉ đua cho UCI ProTeam-Quick-Step và sau đó cho Leopard-Trek. đầu tiên giành chiến thắng lớn của anh là chặng 17 của Vuelta a España 2008. Anh cũng giành được chiến thắng trong chặng đua hứ 3 của Giro d'Italia 2010. Anh thiệt mạng qua một vụ tai nạn trong giải đua Giro d'Italia 2011.

## Sự nghiệp
Vào tháng 9 năm 2004, Wouter Weylandt trở thành một thành viên của đội Quick Step-Davitamon, tham gia Rik Van Steenbergen Memorial, Grote Prijs Jef Scherens và Circuit Franco-Belge, nơi anh đã về vị trí thứ mười hai. Anh là một phần của đội đua Bỉ trong thể loại dưới 23 tuổi vào năm UCI Road World Championships năm 2005.
Weylandt chuyển sang chuyên nghiệp cho Quick Step-Innergetic trong năm 2005, nhưng sự nghiệp chuyên nghiệp đầu tiên trong mùa giải này đã gặp trở ngại bởi chứng bạch cầu đơn nhân phát hiện vào đầu năm. Hướng tới cuối mùa giải, anh đã giành chiến thắng ở GP Briek Schotte, và kết thúc thứ năm tại Memorial Rik Van Steenbergen và giải thưởng quốc gia, thể hiện phẩm chất tuyệt vời của mình trong cuộc đua chạy nước rút.
Năm 2006, lần đầu tiên mùa giải đầy đủ của mình, anh đã về thứ năm trong ba ngày của Tây Flanders, sau đó thứ hai trong Koerse Nokere, nơi anh đã chiến thắng trong cuộc chạy nước rút bó phía sau Bert Roesems. Trong mùa giải này, anh không đạt được bất kỳ chiến thắng, ngoài việc nhỏ GP Vichte, nhưng đã cho thấy sự nhất quán lớn trong nước rút, đặc biệt, chiến thắng trong phân loại điểm của vòng đua Ba Lan và về thứ năm ở giải vô địch thứ năm của Flanders.
Trong năm 2007, anh đã giành thêm chiến thắng. Trong tháng ba, anh đã giành chiến thắng 1 đoạn trong ba ngày của Giải vô địch Tây Flanders, nơi anh giành vị trí thứ 2 tổng thể, 5 giây sau Jimmy Casper. Hai tuần sau, anh đã chiến thắng trong Tour Groene Hart, sau đó hoàn thành thứ tư tại giải Grand Prix de l'Escaut. Về hình thức tốt, ông đã giành được ba chiến thắng giai đoạn nhiều hơn trong phần còn lại của mùa giải trong Tour của Bỉ, Elektrotoer Ster và các Tour Eneco. Cuối cùng, trong Tour của Ba Lan, ông đã lợi dụng một hiệu suất tốt với đội bóng của ông trong thời gian thử nghiệm đội của giai đoạn 1 để có áo màu vàng của nhà lãnh đạo trong một ngày.
2008 bắt đầu đẹp tốt cho Weylandt. Anh đã giành chiến thắng trong cuộc chạy nước rút trong Nokere Koerse, và kết thúc thứ hai trong Tour của Groene Hart, đánh bại Tomas Vaitkus. Trong tháng tư đến một trong những màn trình diễn tốt nhất của sự nghiệp của mình vào những cuộc đua trong một ngày, kết thúc thứ ba trong các cổ điển Gent-Wevelgem phía sau Oscar Freire và Aurelien Clerc sau khi nước rút khốc liệt. Cuối mùa giải 2008, Weylandt đã tham gia các tour của Tây Ban Nha, tour du lịch lớn đầu tiên của mình. Anh tham gia như rider-ra dẫn cho đội ngũ lãnh đạo Tom Boonen, nhưng khi ông ta đã bỏ cơ hội của mình Weylandt thu giữ và chiến thắng trong giai đoạn 17 ở Valladolid. Xây dựng trên đà chiến thắng này, anh đã giành vị trí thứ 4 thứ tư của mùa giải trên Omloop van de Vlaamse Scheldeboorden hai tuần sau đó.
Sau cái chết của người bạn Frederiek Nolf của mình tại Tour of Qatar vào tháng 2 năm 2009, Weylandt giành được hai chiến thắng nhiều hơn vào đầu mùa giải. Ông đã nhận được tưởng niệm José Samyn cuộc đua sau khi ly khai với Remi Cusin, và bốn ngày sau đó, ông đã giành được một giai đoạn trong ba ngày của Tây Flanders. Ông đã hoàn thành thứ mười một ở Paris-Roubaix hồi tháng Tư.
Trong trường hợp không có kết quả khả quan vào cuối năm 2009 và đầu năm 2010, ông đã công khai chỉ trích bởi Quick Step quản lý Patrick Lefevere. Vào tháng Năm, anh đã giành chiến thắng trong cuộc chạy nước rút của giai đoạn thứ ba của Tour của Italy. Bị viêm dạ dày ruột đòi hỏi phải nhập viện, anh rời cuộc đua vài ngày sau đó.
Mặc dù hợp đồng của anh tại Quick Step đã không được gia hạn, anh đã đạt được một hợp đồng với một đội hình UCI ProTeam, các mới thành lập Leopard Trek. Anh là người thứ hai được xếp vào đội tuyển chạy nước rút, sau Daniele Bennati, và được đặt trong đội hình của cho Giro d'Italia 2011. Bennati đã bỏ đội hình đua một vài ngày trước khi bắt đầu.